# Schafsbrücke
Schafsbrücke ist ein Stadtteil auf der Grenze zwischen dem statistischen Bezirk 14 (Wehberg) und dem statistischen Bezirk 06 (Vogelberg) der Kreisstadt Lüdenscheid im westlichen Sauerland, Nordrhein-Westfalen. Der Stadtteil und die statistische Bezirke liegen im Norden des zusammenhängend bebauten Stadtgebietes.

## Geschichte
Bis zum Ende der Kreis Altenaer Eisenbahn im Jahr 1961 hatte der Stadtteil seinen eigenen Bahnhaltepunkt an der Strecke von Lüdenscheid nach Altena. Die Kreis Altenaer Eisenbahn trug erheblich zur Entwicklung des Stadtteils bei.
Ursprünglich war der Stadtteil stark industriell geprägt. Erst in den letzten Jahrzehnten siedelten sich auch Wohnbebauungen und Geschäfte an dieser Stelle an.
Bis heute ist die Straßenkreuzung im Stadtteil Schafsbrücke einer der wichtigsten Verkehrsknotenpunkte der Stadt Lüdenscheid. Insbesondere erlangte die Straßenkreuzung Bedeutung, als die damalige Rahmedestraße verlegt und verbreitert wurde. Sie verlief damals im Bereich der heutigen Straße „Asenberg“.

## Infrastruktur

### Discounter
In den Jahren 2010 und 2011 wurde die ansässige Filiale eines Discounters komplett abgerissen und neugebaut. Mit dem Neubau einher ging die erhebliche Erweiterung des Geländes. Der Discounter ist eine der Einkaufsmöglichkeiten für die umliegenden Stadtteile.

### Kleingärtnerverein Schafsbrücke e.V.
Im Stadtteil befindet sich außerdem der Kleingärtnerverein Schafsbrücke e. V. Die Gartenanlage hat eine Gesamtfläche von 29370 m² und besitzt 61 Gartenparzellen (von 300 bis 400 m²). Für Kinder unterhält der Gärtnerverein drei Spielplätze auf seinem Gelände. Außerdem besitzt der Verein ein eigenes Clubhaus.

### Neues Büro- und Geschäftshaus
Mitte April 2014 wurde die ehemalige Gaststätte an der Altenaer Straße 88 (gegenüber dem Discounter) komplett abgebrochen. Auf der dort entstehenden Freifläche soll ein dreigeschossiges Büro- und Geschäftshaus entstehen. Im Erdgeschoss des Gebäudes sind bis zu drei Einheiten zur Ladennutzung vorgesehen. An Flächen werden hier insgesamt circa 220 Quadratmeter zur Verfügung stehen. Gemäß dem Einzelhandelskonzept der Stadt Lüdenscheid sollen hier keine zentrumsrelevanten Sortimente angeboten werden. Die Shopflächen sollen sich lt. der Stadt evtl. für den Bereich Fastfood-Gastronomie, Dienstleister oder ähnliches eignen.
In den beiden Obergeschossen sollen Flächen für Praxis- und Büroeinheiten eingerichtet werden. Hier sollen insgesamt circa 470 Quadratmeter geschaffen werden. Durch einen angebauten Aufzugs- und Treppenturm sollen die Etagen erschlossen werden. Um die Schallimmission durch die Verkehrsbelastung zu reduzieren, werden in den Büro- und Praxisgeschossen Schallschutzgläser sowie Kastenfensterkonstruktionen eingebaut werden. Die Altenaer Straße soll durch das Neubauprojekt an dieser Stelle eine deutliche Aufwertung erfahren und der Standort an weiterer Attraktivität hinzugewinnen.

## Verkehrsanbindung

### Bahnverkehr
Der nächstgelegene Verknüpfungspunkt mit der Bahn ist der nahe Bahnhof Lüdenscheid und alternativ im Lüdenscheider Stadtteil Brügge der Bahnhof Brügge (Westfalen). Der Bahnhof Lüdenscheid ist in 5–10 Gehminuten erreichbar, während man den Bahnhof Brügge (Westfalen) gut mit dem Auto oder per Bus in wenigen Fahrminuten erreichen kann.

### Busverkehr
Die Anbindung des Stadtteils an den Öffentlichen Personennahverkehr erfolgt vor allem durch die Buslinien 37, 53, 61 und 245 (Schulbuslinie) der Märkischen Verkehrsgesellschaft (MVG).
Wichtige Bushaltestellen in dem Stadtteil sind: „Stadtwerke“, „Schafsbrücke“, „Unterm Asenberg“ und „Mettbergswalze“.

### Straßenverkehr
Die Anbindung an das Bundesautobahnnetz erfolgt über die nahegelegene Abfahrt Nr. 14 Lüdenscheid der Bundesautobahn 45. Die A 45 selbst führt Richtung Norden nach Hagen und Dortmund sowie in Richtung Süden nach Siegen, Wetzlar, Gießen und Frankfurt am Main. Weitere Alternativanschlussstellen sind die Abfahrten Nr. 13 Lüdenscheid-Nord und Nr. 15 Lüdenscheid-Süd der A 45. Auch die Bundesstraße 229 liegt in der Nähe der Schafsbrücke und ist gut erreichbar. Einige Parkplätze innerhalb der Schafsbrücke sichern den Autofahrern Parkmöglichkeiten zu.